# Europameisterschaften im Eisstockweitschießen 2010
Die 24. Europameisterschaften im Eisstockweitschießen wurden 2010 in Freilassing (Landkreis Berchtesgadener Land) ausgetragen.

## Männer

### Einzelwettbewerb
| Platz | Sportler         | Land |
| ----- | ---------------- | ---- |
| 1     | Bernhard Patschg | AUT  |
| 2     | Peter Rottmoser  | GER  |
| 3     | René Genser      | AUT  |

### Mannschaftswettbewerb
| Platz | Land        |
| ----- | ----------- |
| 1     | Österreich  |
| 2     | Deutschland |
| 3     | Italien     |

## Junioren U 16

### Einzelwettbewerb
| Platz | Sportler               | Land |
| ----- | ---------------------- | ---- |
| 1     | Christian Unterholzner | GER  |
| 2     | Maximilian Zwickel     | AUT  |
| 3     | Franz Bergwinkl        | GER  |

## Junioren U 19

### Einzelwettbewerb
| Platz | Sportler            | Land |
| ----- | ------------------- | ---- |
| 1     | Andreas Fischer     | GER  |
| 2     | Philipp Baumgartner | AUT  |
| 3     | Christian Seber     | AUT  |

## Junioren U 23

### Einzelwettbewerb
| Platz | Sportler           | Land |
| ----- | ------------------ | ---- |
| 1     | Alexander Signer   | GER  |
| 2     | Andreas Fischer    | GER  |
| 3     | Sascha Moosbrugger | AUT  |